# Pierre Sweerts
Pierre Marie Ernest Sweerts (Sint-Joost-ten-Node, 27 december 1918 – Brussel, 3 december 1989) was een Belgische SS'er die na de oorlog bij verstek ter dood veroordeeld werd. Tijdens de oorlog werkte hij voor de Duitse contraspionagedienst en joeg hij in Belgisch Limburg op communisten, neergeschoten piloten en deserteurs.

## Sport
Sweerts was voor de oorlog een actief sportman. Hij maakte deel uit van het Belgische zwem- en waterpoloteam. Bij de Olympische Spelen van 1936 was hij reserve voor de moderne vijfkamp.

## Militaire dienst
In 1935 werd hij koerier voor de Brusselse beurs. In 1937 werd hij als dienstplichtige opgeroepen; hij diende bij de cavalerie; hij zorgde voor paarden. In 1938 kwam hij bij de gemotoriseerde cavalerie. Bij de Duitse inval liep hij verschillende verwondingen op en werd opgenomen in een militair hospitaal in het Franse Sables-d’Olonne. Hij werd in augustus 1940 in het nog niet door Duitsland bezette Montpellier gedemobiliseerd. Hij reisde naar Marseille en liet zich door de Duitsers naar Brussel repatriëren.

## In Duitse dienst
Hij trad in 1941 toe tot de SS Standarte NW en bereikte de rang van Obersturmführer. In november 1941 werd hij in Den Haag gedetacheerd. Later in de oorlog werd hij naar het Duitse Lütz overgeplaatst, waar hij onder andere moest proberen door hoge officieren vergaarde vermogens voor na de oorlog in veiligheid te brengen. Hij kwam vervolgens bij de spionagedienst van Wilhelm Canaris te werken. Hij werd geheim agent onder Otto Skorzeny. Hij leerde in de opleiding vechtsporten, morse en het bedienen van zendapparatuur. Er werden plannen gemaakt om na de oorlog als onderdeel van het Jagdverband Nord-West geheime Skorzeny-commando’s in België, Nederland, Noorwegen en Denemarken actief te houden. In Nederland kreeg SS-Hauptsturmführer Helmuth Pröbsting de leiding. Er vonden geheime besprekingen plaats tussen de geheime diensten van Duitsland, Groot-Brittannië en Nederland met betrekking tot het opzetten van een gezamenlijke operatie tegen de communisten. Nog voor D-day richtte de Duitse contraspionage dienst zich op het aanleggen van ondergrondse netwerken die in werking zouden treden als de Geallieerden een succesvolle landing op de kusten van Noordwest-Europa zouden uitvoeren. Er waren twee onderdelen binnen dit netwerk Informations Netz and Rückbleiber Netz. De een spioneerde vanachter de vijandelijke linie en de ander voerde sabotage acties uit. Tegen het einde van de oorlog werd dit ondergrondse netwerk ook Wehrwolf
genoemd. Sweerts betreed tussen 1942-1944 het communistische verzet in Belgisch Limburg. Met zijn bende zaaide hij terreur in de Maasvallei. Hij nam deel aan diverse razzia's en nam ook deel aan een actie tegen het verzet bij Maaseik. Na afloop werden 27 verzetsmensen geëxecuteerd. Vanwege deze en andere activiteiten in het Belgische Limburg kreeg hij de bijnaam Tarzan van Limburg. In december 1944 liep Sweerts over naar de geallieerden. Bij de Britse contraspionage dienst verklaarde hij een lid van het Belgisch verzet te zijn (ZERO). Sindsdien werkte hij voor de Britse dienst waarbij hij de Field Security assisteerde in het oprollen van ondergrondse nazinetwerken en het ontmaskeren van verborgen SS- en Abwehrofficieren in de detentiecentra bij Nijmegen, Utrecht (Fort Blauwkapel) en Deventer (Oxerhof).

## Na de oorlog
In Nederland werkte Sweerts voor de Britse geheime dienst totdat het BNV ontbonden werd. Tot die tijd richtte Sweerts zich op de infiltratie van reactionaire bewegingen in Nederland. Die organisaties wilden zich weren tegen de communisten. Hij sloot zich aan bij de Landsknechten van Overste L.A.M. Koppert en andere clandestiene groepen die de naoorlogse rooms-rode regering omver wilde werpen (de staatsgreep van 1947). Toen Sweerts het te bont maakte werd met hulp van BNV-rechercheur Siedenburg een uitweg gevonden. Sweerts zou samen met Frans Münninghoff naar Latijns Amerika uitwijken. De arrestatie van beiden verhinderde de uitvoer van dit plan. Nederland wilde Sweerts uitleveren aan België. Maar België was niet in hem geïnteresseerd, ondanks het feit dat tijdens Sweerts detentieperiode het proces tegen de bende van Maaskant gaande was. Sweerts werd gezien als de leider van deze collaborateursbende die in Belgisch Limburg terreur zaaide. Na Sweerts vrijlating hervatte hij zijn werkzaamheden voor particuliere inlichtingendiensten. Hij werd chef de bureau bij de Stichting Opleiding Arbeidskrachten Nederland (SOAN), beter bekend als de dienst Hacke-Elsinga. Een geheime dienst die zich richtte op het tegengaan van de communistische invloed in Nederland, internationale smokkel, afpersing en handel in inlichtingendossiers. Veel werknemers van de SOAN bestonden uit weggezuiverde politierechercheurs, illegalen, oud SS'ers en onderwereldfiguren.

### Moord op Schallenberg
Op 15 oktober 1950 schreef het SOAN-lid Henricus van Nieuwenhoven een brief naar de politie, waarin hij de SOAN-leden Sweerts en Lambertus van den Heuvel aanwees als de twee daders van de moord op Friedrich Schallenberg. Van den Heuvel was kort daarvoor in zee verdronken. De broer van de verdronkene was tijdens een Sicherheitsdienst-actie, waaraan Schallenberg deelnam, op het Oranjeplein doodgeschoten. De politie wilde Sweerts arresteren, maar hij was al naar Antwerpen gevlucht, gebruikmakend van een paspoort op naam van een vanwege NSB-lidmaatschap ontslagen politieman (Dirk van Donk) die lid was van SOAN. De politie verklaarde Van Nieuwenhoven vervolgens psychisch gestoord en beschouwde de brief als een afleidingsmanoeuvre om de schuld in de schoenen van een dode te schuiven. De dood van Schallenberg en de vele schandalen waarin de SOAN in verwikkeld was luidde het einde in van de stichting.

### Republiek der Zuid Molukken (1949-1951)
Na de ontbinding van de SOAN, werd Sweerts door Haagse Courant eigenaar S. Bol voorgesteld aan Pieter Lokollo van de Republiek der Zuid Molukken (RMS). Sweerts zou de militaire actie tegen de Indonesische president A. Soekarno vanuit Nederland opzetten. De bekende Raymond Westerling, alias De Turk, werd zijn ondergeschikte. Ook E. Hazelhoff Roelfzema moest zijn acties met Sweerts coördineren.
In Antwerpen raakte Sweerts betrokken bij de wapenhandel voor de Stichting Door de eeuwen trouw die voor een onafhankelijke staat Zuid-Molukken streed. Sweerts raakte betrokken bij een uitgebreide smokkel van na de oorlog afgedankte vliegtuigen, die gesloopt moesten worden, maar nu bestemd werden voor een strijd op de Molukken. Op 6 mei 1951 werd Sweerts door de Belgische politie gearresteerd. Zijn doodstraf werd in levenslang omgezet. In een anoniem rapport dat in 1981 bij de politie in Haarlem werd ingeleverd werd Sweerts als de hoofddader van de moord op Schallenberg aangewezen, maar met de voormalige voetballer Beb Bakhuijs als mededader. De auteur van het rapport werd geïdentificeerd als Ton Wolf.

### Gevangenschap (1951-1957)
Sweerts werd niet tot de doodstraf veroordeeld. Hij werd in Vorst, Brussel, vastgezet tot 1957. Bij zijn vrijlating werd hij door een limousine van de Britse ambassade opgehaald. Hij hervatte zijn werkzaamheden voor de geheime diensten. Opnieuw nam hij het roer over als coördinator van de subversieve acties tegen Soekarno. In België benaderde hij H. van den Brempt. Het plan was om nieuw geld te drukken voor de nieuwe revolutionaire regering (PRRI) van Indonesië. In samenwerking met de CIA en MI6 werd een opstand op poten gezet die definitief een einde aan Soekerno's heerschappij moest maken. De opstand mislukte. Het geld werd vernietigd.

### Congo en PRRI (Indonesië 1957-1965)
In diezelfde periode was Sweerts in Brussel betrokken in de rekrutering van huurlingen voor de voormalige Belgische kolonie Congo. Hij wierf huurlingen die voor Moïse Tshombe streden voor de onafhankelijkheid van Katanga (Katangese Secessie). In de daarop volgende jaren bleef hij namens Belgische grootindustriëlen (Brufina, Societe Generale, etc.), de rechtervleugel van de Belgische politieke bewegingen en particuliere inlichtingendiensten rekruten werven voor de strijd in Congo.

### Brusselse contacten
In zijn Brusselse periode onderhield Sweerts contact met de particuliere inlichtingendienst Milpol, diverse hoge ambtenaren en politici. Vooral met Paul Vanden Boeynants zou Sweerts veel optreden. Vanden Boeynants beoefende een hoge functie binnen het ministerie van Defensie en binnen de NAVO. Zo zou zowel Sweerts als Vanden Boeynants in contact staan met de clandestiene NAVO-organisatie Gladio. Een anticommunistisch netwerk van slapende cellen dat bij een Russische inval in werking zou treden. Als onofficiële inlichtingenagent onderhield Sweerts contact met internationale spionage diensten in Nederland (Den Haag), Duitsland (München), Frankrijk, Groot-Brittannië en Spanje. In samenwerking met deze diensten bereidde Sweerts de clandestiene operaties voor. Hij bleef echter strijden voor de onafhankelijkheid van de Republiek der Zuid Molukken. Zijn opdrachtgevers hadden echter een ander einddoel voor ogen. Namelijk het consolideren van de westerse controle over Indonesië en de rijkdommen van voormalig Belgisch Congo.

### Einde Soekarno
Sweerts bleef tot de september revolutie van 1965 zich inzetten tegen Soekarno. Na de coup kwam Soeharto aan de macht en dat betekende ook het einde van Sweerts inmenging in de Indonesische politiek. De CIA en MI6 hadden hun doelstelling eindelijk bereikt, namelijk de uitschakeling van Soekarno. Twee jaar later, in 1967, werd Moise Tshombe ontvoerd en kwam hij terecht in de Algerijnse gevangenis. Franse en Belgische huurlingen (Bob Denard) probeerden Tshombe nog te bevrijden, maar dat mislukte. Tshombe stierf kort daarna aan een hartaanval.

### Burgerleven
Sweerts zette na zijn vrijlating in 1957 een in- en uitvoerbedrijfje op. Hij handelde samen met zijn partner, de beroemde autocoureur Roy Jackson Moore, in John Bissets whisky. Verder dreef hij handel in antiek, edelstenen en primitieve kunst uit Afrika.

### Einde
Na een langdurig ziekteproces overleed Sweerts in 1989 in Brussel. Vlak voor zijn eerste ziekenhuisopname (1985) zou hij volgens auteur Guy Bouten in verband zijn gebracht met de Bende van Nijvel. Dit werd door een getuige bevestigd, die hem in een auto van de bendeleden had gespot.